# Расбојени (Јаши)
Расбојени (рум. Răsboieni) насеље је у Румунији у округу Јаши у општини Цибанешти. Oпштина се налази на надморској висини од 166 m.

## Становништво
Према подацима из 2002. године у насељу је живело 815 становника, од којих су сви румунске националности.